# Eusphingonotus japonicus
Eusphingonotus japonicus är en insektsart som först beskrevs av Henri Saussure 1888.  Eusphingonotus japonicus ingår i släktet Eusphingonotus och familjen gräshoppor. Inga underarter finns listade i Catalogue of Life.